# Mario Bosisio
Mario Bosisio (Milano, 12 agosto 1901 – 10 giugno 1988) è stato un pugile italiano, campione europeo dei pesi welter (1925-1927) e dei pesi medi (1928 e 1930-1931) e più volte campione italiano delle stesse classi di peso.

## La carriera
Esordì tra i professionisti nel 1920. Il 31 marzo 1923, a Milano, si batté per la prima volta per il titolo italiano dei pesi welter, perdendo ai punti in 15 riprese contro Abelardo Zambon.
Alla successiva occasione, il 29 marzo 1924, sempre a Milano, Bosisio sconfisse Pietro Brichetto e conquistò il titolo italiano, che avrebbe in seguito difeso, in varie occasioni, fino al 1930. 
Alla fine del 1924 effettuò un primo tentativo di conquistare la cintura europea dei welter ma con esito negativo per aver pareggiato con il campione in carica, il belga Piet Hobin, in un match di 20 round. Riuscì a conquistare il titolo europeo il 28 novembre 1925, a Roma, battendo ai punti in 15 riprese l'olandese Nol Steenhorst.  
Il 3 ottobre 1926, a Milano, Bosisio conquistò ai punti il titolo italiano dei pesi medi, battendo Bruno Frattini. Contemporaneamente difese fino al 1927 il titolo europeo dei welter. Tra i suoi sfidanti anche il romano Romolo Parboni che riuscì a strappargli anche un pari. Poi per ragioni di peso, tentò la scalata alla cintura continentale della categoria superiore dei pesi medi.
Il 1º aprile 1928, a Milano, il milanese conquistò il titolo europeo dei medi, battendo ai punti in 15 round il francese Barthelemy Bert Molina, ma nemmeno tre mesi più tardi lo dovette cedere a Leone Jacovacci, insieme al titolo italiano della stessa categoria. 
Il 26 gennaio 1930, perse la cintura italiana dei pesi welter per abbandono di fronte a Vittorio Venturi. Il 7 agosto dello stesso anno, a Milano, riconquistò il titolo italiano dei medi, prendendosi la rivincita contro Jacovacci che, nel frattempo aveva ceduto il titolo europeo al grande campione francese Marcel Thil.
Bosisio si riprese la cintura europea dei medi il 23 novembre 1930, ancora a Milano, battendo Marcel Thil ai punti in 15 riprese. 
Dopo aver difeso il titolo europeo nel marzo del 1931 contro Enzo Fiermonte lo dovette lasciare, nel giugno dello stesso anno, nei guantoni dell'austriaco Leopold Steinbach. Il 19 ottobre 1931 cedette a Fiermonte anche il titolo italiano dei medi. Si ritirò dal pugilato l'anno seguente dopo aver combattuto tre match con due vittorie e un pari.